# Климівка (Сватівський район)
Климі́вка — село в Україні, у Білокуракинській селищній громаді Сватівського району Луганської області.
Площа села 48 га.

## Історія
Хутір засновано у 1795 році, у 1947 році надано статус села.

## Населення
Населення становить 1 особу.

## Вулиці
Назви вулицям в селі не присвоєно.

## Транспорт
Село розташоване за 11 км від районного центру і за 20 км від залізничної станції Катран на лінії Валуйки — Кіндрашівська-Нова.